# Centro de Convenções de Manaus
Centro de Convenções Professor Gilberto Mestrinho, mais conhecido como Sambódromo de Manaus, é um sambódromo localizado na cidade de Manaus, no Brasil.
Inaugurado oficialmente no ano de 1994, o local é palco do famoso desfile de escolas de samba de Manaus. Além disso, o sambódromo já sediou shows religiosos, regionais, nacionais, internacionais, os desfiles escolares e militares, no mês de setembro, o Carnaboi e o Boi Manaus. No local também funciona o Liceu de Artes e Ofícios Claudio Santoro, escola de artes com oferta de um extenso leque de cursos gratuitos, que contribuem com o desenvolvimento técnico-artístico do Amazonas.
Sua capacidade é para mais de 100 mil pessoas, o que faz dele o maior sambódromo do Brasil em número de lugares. É administrado pela Secretaria de Estado de Cultura do Amazonas.

## História
Palco de diversos espetáculos, o Sambódromo de Manaus foi inaugurado oficialmente em 1994. Antes disso, já havia sido pré-inaugurado em 1991 e 1992, com apenas alguns lances de arquibancada, ainda assim, foi palco de festas comandadas por bandas de frevo.

## Características
Localizado mais precisamente na Avenida Pedro Teixeira, no bairro Dom Pedro, a estrutura conta com oito lances de arquibancadas, sendo seis paralelos à pista de desfiles, com capacidade para quatro mil e quinhentas pessoas cada, e dois na chamada ferradura com capacidade para doze mil pessoas, sendo seis mil em cada lado. Na parte de baixo, na geral, comporta até 24.000 pessoas de cada lado e mais de 10.000 pessoas na área da Concentração. Também abriga o Liceu de Artes e Ofícios Cláudio Santoro e a Biblioteca Braile.
Próximo ao Centro de Convenções estão a Arena da Amazônia, a Arena Amadeu Teixeira e o 
Centro de Convenções Vasco Vasques.